# Табанан (округ)
Табанан (индон. Tabanan) — округ в провинции Бали, Индонезия. Административный центр — населённый пункт Табанан. Значительная часть административной границы проходит по реке Сунги.

## Административное деление и демография
Округ делится на 10 районов:
| Название            | Население, чел. (2010) |
| ------------------- | ---------------------- |
| Селемадег           | 19 262                 |
| Восточный Селемадег | 21 154                 |
| Западный Селемадег  | 18 809                 |
| Керамбитан          | 37 704                 |
| Табанан             | 70 526                 |
| Кедири              | 84 215                 |
| Марга               | 40 353                 |
| Батурити            | 46 425                 |
| Пенебел             | 44 104                 |
| Пупуан              | 38 361                 |

## Достопримечательности

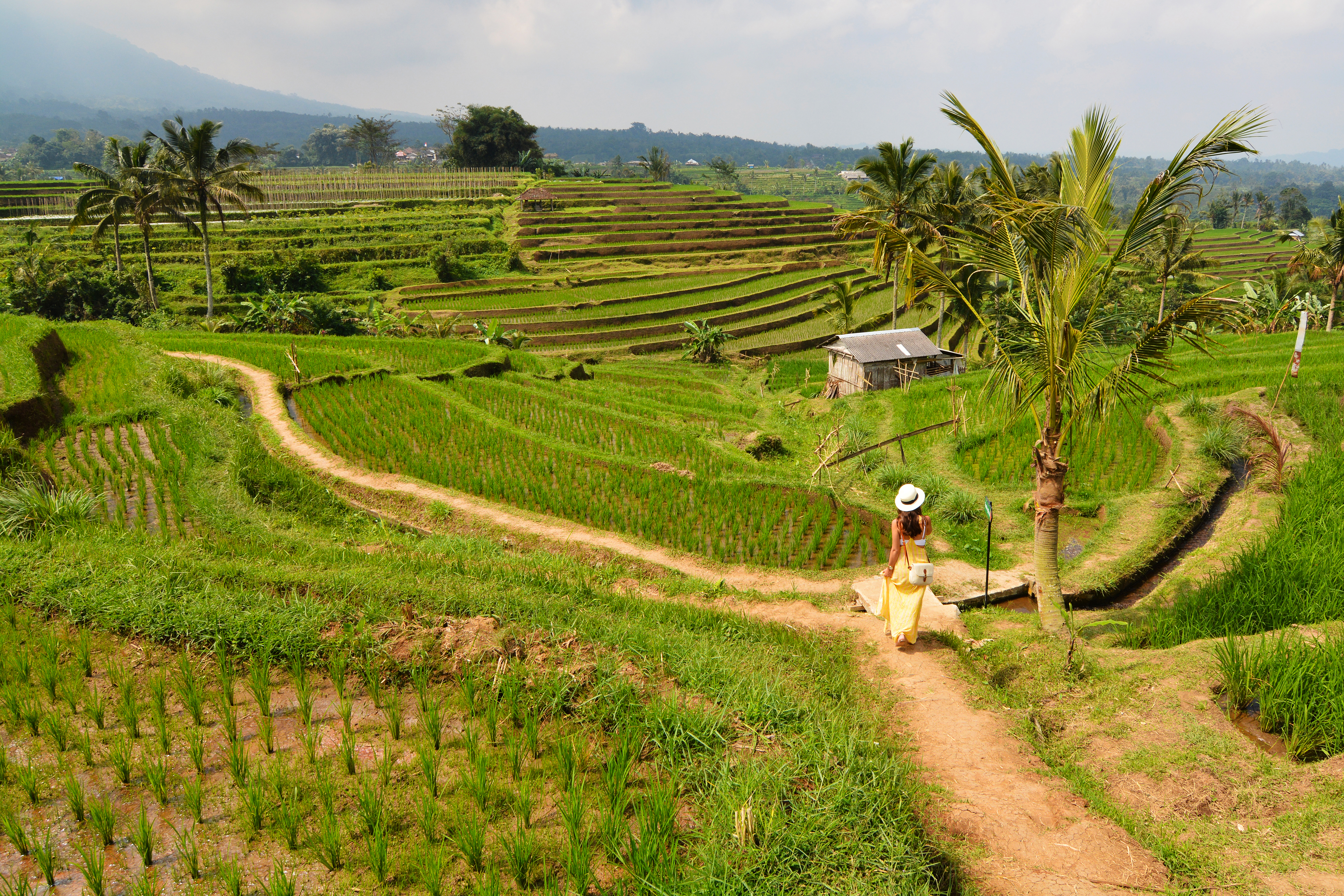
Рисовые поля в Джатилувих

- Рисовые террасы в деревне Джатилувих, орошаемые по традиционной балийской системе субак (входящей в список объектов всемирного наследия ЮНЕСКО)[4]
- Храм Танах Лот.
- Балийский ботанический сад